# Oxyrhachis lefroyi
Oxyrhachis lefroyi är en insektsart som beskrevs av William Lucas Distant. Oxyrhachis lefroyi ingår i släktet Oxyrhachis och familjen hornstritar. Inga underarter finns listade i Catalogue of Life.